# Hans Reiser

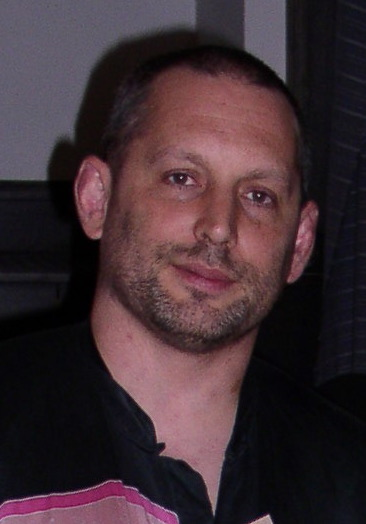
Hans Reiser

Hans Thomas Reiser nasceu na Califórnia (EUA) em dezembro de 1963 e formou-se na Universidade da California, em Berkeley. É um programador de computadores que se tornou famoso pelas suas contribuições para o desenvolvimento dos sistemas operativos de software livre. As suas contribuições mais significativas são os muito divulgados sistemas de ficheiros ReiserFS e o seu sucessor Reiser4.
Em 1997 Hans Reiser fundou a Namesys, uma empresa de desenvolvimento de software especializada em sistemas operativos.
Em 10 de Outubro de 2006 Hans Reiser foi preso e acusado da morte da sua esposa (Nina Reiser), de quem tem um filho e uma filha e de quem se encontrava separado desde 2004. Apesar de alegar inocência durante toda a investigação e durante o processo judicial, foi condenado a 25 anos de prisão (na verdade, 25-to-life, ou seja, prisão pérpetua com direito a condicional somente após 25 anos) em 28 de Abril de 2008. Após a condenação revelou a localização da cova da esposa, visando obter uma redução na pena. Com isto obteve uma redução para 15 anos (na verdade, 15-to-life), acompanhando a caracterização de seu crime como assassinato em 2o grau (era assassinato em 1o grau).